# Wayne Hennessey
Wayne Robert Hennessey, född 24 januari 1987 i Bangor, Wales, är en walesisk fotbollsmålvakt. 

## Klubbkarriär
Hennessey är fostrad i Wolverhampton Wanderers ungdomsakademi och den 1 juli 2006 skrev han på ett proffskontrakt med Wolves.
Den 20 juli 2021 värvades Hennessey av Burnley, där han skrev på ett tvåårskontrakt.
Den 15 juli 2022 blev Hennessey klar för Nottingham Forest, där han skrev på ett tvåårskontrakt.

## Landslagskarriär
Hennessey har spelat i Wales U19- och U21-landslag. I en U19-landskamp mot Turkiet gjorde han mål på en frispark 30 meter från målet.